# Ödem
Ödem är svullnad på grund av ansamling av vätska i vävnaderna. Ödem uppstår när det hydrostatiska trycket i kapillärerna överstiger det osmotiska trycket i kapillärerna. Därmed finns det ett nettoflöde av vätska ut i vävnaden.
Vattusot (vattensot, vattsot) är en ålderdomlig beteckning på en sjuklig vätskeansamling i kroppen, antingen synlig sådan, såsom hudödem, eller ansamling i bukhålan (ascites), vanligen orsakad av hjärtsvikt, mer sällsynt njur- eller leversjukdom.

## Sjukdomsmekanism
I vanliga fall motverkar det hydrostatiska trycket det kolloidosmotiska trycket i kapillärerna och jämvikt råder. Mängden vätska lämnar, respektive dras ut, från det interstitiella vävnadsutrymmet i lika stora proportioner. Det hydrostatiska trycket upprätthålls av hjärtats arbete, och det kolloidosmotiska trycket bestäms av densiteten plasmaproteiner. Om halten plasmaproteiner sänks så sjunker det kolloidosmotiska trycket i samma takt, vilket i sin tur resulterar i att det hydrostatiska trycket tar över. Då det hydrostatiska trycket arbetar för att vätska ska lämna blodbanan bildas ett ödem.
Ödem kan orsakas av hypoalbuminemi. Albumin utgör större delen av plasmaproteinerna. Graves sjukdom och annan giftstruma kan leda till ökad mängd mucin i huden (i synnerhet på benen och fötterna) som bland annat leder till ödem i benen, ett svårbehandlat och underdiagnosiserat problem som kallas pretibialt myxödem. Myxödem förekommer vid hypotyreos, och yttrar sig som svullnad i ansikte, händer, fötter med mera. Svullna anklar kan vidare ses vid tillstånd som värmeödem, venös insufficiens och hjärtsvikt.

## Pittingödem
Pittingödem är ödem som bildar gropar när man exempelvis trycker på underbenet med tummen.

### Fotnoter
1. ↑  Vattusot i Nordisk familjebok (andra upplagan, 1921)
2. ↑  Kureshi F et al, Thyroid dermopathy: an underrecognized cause of leg edema, Cutis. 2007 Mar;79(3):219-24